# 하르파

하르파

하르파(아이슬란드어: Harpa)는 아이슬란드 레이캬비크에 있는 연주회장이자 컨벤션 센터이다. 2007년 1월 12일 준공을 시작하여 2011년 완공되었다. 하르파는 Portus으로부터 운영되며, Portus는 레이캬비크 시 정부와 국가 정부 산하 기관이다.
하르파는 덴마크의 건축 사무소 헤닝 라르센 아키텍츠와 덴마크의 예술가 올라퍼 엘리아슨이 합작하여 설계되었다. 하르파는 서로 다른 색의 기하학적인 모양의 유리 패널을 입힌 철골 작업으로 완성되었다.
메인 홀인 엘드보르그(Eldborg)는 약 1,800개의 좌석이 있다.

## 같이 보기
- 아이슬란드의 마천루 목록